# Daniela Crap
Daniela Crap (n. 27 septembrie 1984, în Bacău) este o handbalistă din România care joacă pentru clubul CS Măgura Cisnădie pe postul de inter stânga. Ea a fost componentă a echipei naționale a României care a obținut locul 5 la Campionatul European de Handbal Feminin din 2008. În total, Crap a jucat pentru selecționata de senioare a României în 35 de meciuri, în care a înscris 50 de goluri.

## Palmares
- Liga Națională:
  - Câștigătoare: 2001, 2004, 2005
  - Finalistă: 2006, 2010

- Cupa României:
  -  Câștigătoare: 2003

- Nemzeti Bajnokság I
  - Medalie de bronz: 2009

## Distincții individuale
- Cea mai bună marcatoare a Ligii Naționale: 2006